# Lunegarde
Lunegarde è un comune francese di 84 abitanti situato nel dipartimento del Lot nella regione dell'Occitania.

## Società

### Evoluzione demografica
Abitanti censiti